# Atmosphere (группа)
Atmosphere — американская хип-хоп-группа из Миннеаполиса, штат Миннесота. В состав группы входят Slug (Шон Дэйли) и Ant (Энтони Дэвис). 
С момента своего основания, в 1996 году, группа выпустила восемь студийных альбомов и десять мини-альбомов. Atmosphere являются основателями собственного лейбла Rhymesayers Entertainment.
Группа получила широкую известность после второго студийного альбома, God Loves Ugly, занявшего 139-ю позицию в Billboard 200 и 43-ю в Top R&B/Hip-Hop Albums. Последующие релизы Atmosphere закрепили этот успех, попадая в первую десятку и двадцатку Billboard 200.
Atmosphere является одной из ключевых групп андеграундного хип-хопа США. Тексты песен Atmosphere отличаются сложной рифмовкой, а также обилием метафор и аллегорий. Среди основных тем выделяется повседневность городской жизни, личные переживания, самоанализ.

## Дискография
- Overcast! (1997)
- God Loves Ugly (2002)
- Seven's Travels (2003)
- You Can't Imagine How Much Fun We're Having (2005)
- When Life Gives You Lemons, You Paint That Shit Gold (2008)
- The Family Sign (2011)
- Southsiders (2014)
- Fishing Blues (2016)
- Mi Vida Local (2018)
- Whenever (2019)
- The Day Before Halloween (2020)

## Состав
Текущий состав
- Slug
- Ant

Бывшие участники
- Spawn
- Stress
- Beyond

Бывшие туровые участники
- Eyedea (1998-2002)
- DJ Abilities (1998-2002)
- Mr. Dibbs (2002-2007)
- Бретт Джонсон (2004-2008)
- Патрик Эрмитаж (2004-2005)
- Брайан Маклеод (2005-2008)
- Манкве Ндоси (2008-2010)
- Нэйт Коллинс (2004-2014)
- Эрик Андерсон (2004-2014)